# 巫律述天后聖母宮
巫律述天后聖母宮是位於印度尼西亞西加里曼丹省北加榮縣巫律述鎮海岸邊的寺廟建築群，鄰近快艇港口（巫律述的主要水上交通），建於1983年。
此寺廟有兩座主要建築，一為天后聖母宮，主祀海神天后聖母，為北加榮縣華人信仰中心之一，也有坤甸道房縣民前往祭祀，春節時人們會前往祭祀並敲鑼打鼓。過往農曆三月廿三天后寶誕時，夜間都會進行慶祝娛樂活動，2019冠状病毒病疫情後取消。
二為Vihara Maha Ratna，2022年9月7日開始翻修，2024年5月1日（農曆三月廿三、天后寶誕）落成，落成銘文由管理寺廟的Maha Ratna基金會（Yayasan Maha Rana）主席Phang Khip Hiong、印尼上座部僧伽代表Ratanaviro比丘（Bhikkhu Ratanaviro）、佛教團體彌勒班智達（Pandita Maitreya）代表Rudi班智達（Pandita Rudi）、西加里曼丹省宗教部地區辦公室佛教督導員納約托（Naryoto）共同簽署。精舍外觀為中國建築，內部則為現代風格，壇上供奉釋迦牟尼佛和彌勒佛，為上座部與彌勒班智達共同禮拜的場所，向所有佛教徒開放。
為了慶祝春節，2023年1月20日北加榮警察局至此寺廟進行社會服務，協助清潔環境。同年2月5日巫律述的元宵节慶祝活動亦在此廟舉行。